# Canton de Brest-Cavale-Blanche-Bohars-Guilers
Le canton de Brest-Cavale-Blanche-Bohars-Guilers est une ancienne division administrative française, située dans le département du Finistère et la région Bretagne.

## Composition
Le canton de Brest-Cavale-Blanche-Bohars-Guilers comprenait une fraction de la ville de Brest, ainsi que les communes de Bohars et Guilers.

## Histoire
Le canton a été créé par un décret de 1985. À la suite du redécoupage des cantons en 2014, il est supprimé à compter des élections départementales de mars 2015.

## Représentation

### Conseillers généraux de 1985 à 2015
| Période | Période | Identité          | Étiquette    | Qualité                                                                        |
| ------- | ------- | ----------------- | ------------ | ------------------------------------------------------------------------------ |
| 1985    | 1998    | Jacques Berthelot | RPR puis DVD | Professeur agrégé de mathématiques Maire de Brest (1983-1986)                  |
| 1998    | 2004    | Jean Mobian       | PS           | Electronicien à l’Arsenal de Brest Permanent CFDT Maire de Guilers (1995-2006) |
| 2004    | 2015    | Pascale Mahé      | PS           | Conseillère municipale de Guilers Vice-présidente du conseil général           |

## Démographie
| 1999   | 2006   | 2011   | 2012   |
| ------ | ------ | ------ | ------ |
| 16 780 | 17 330 | 18 391 | 18 880 |